# Piazza San Babila

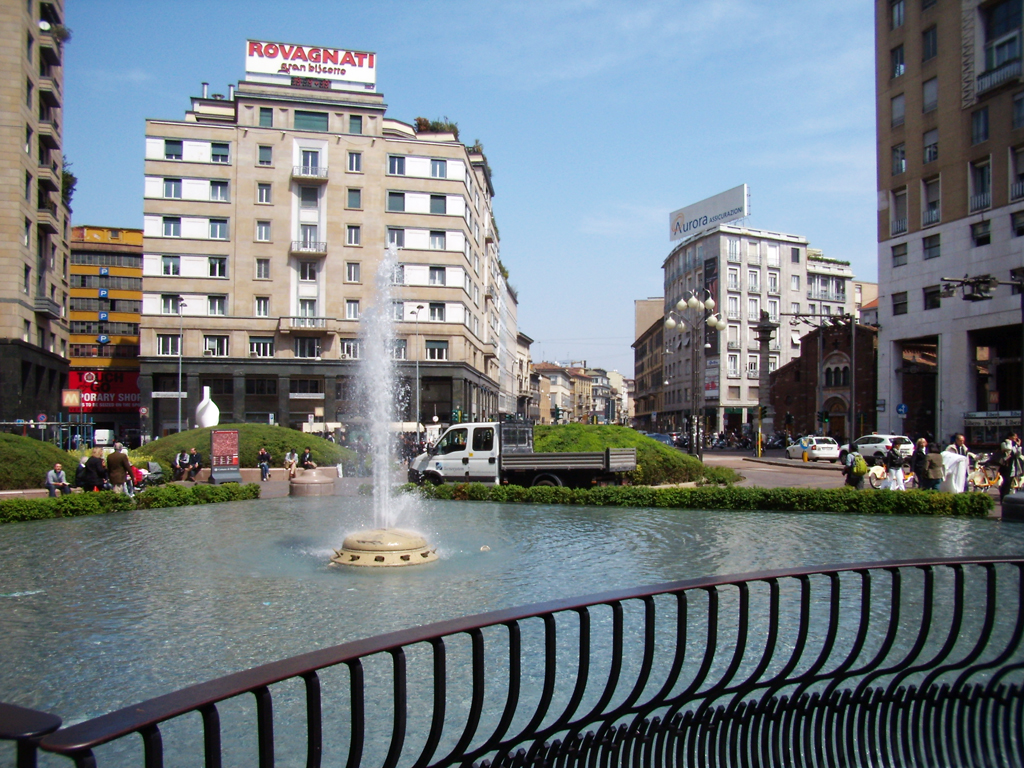
Vista actual de la plaza.

La Piazza San Babila es una plaza situada en el centro histórico de Milán, Italia; el Corso Vittorio Emanuele II la une con la Piazza del Duomo. San Babila ha sido desde hace mucho tiempo el lugar de encuentro favorito de la alta burguesía milanesa. Buena parte de los edificios que la rodean datan de los años treinta, en la época fascista. La plaza es recordada también por ser la llamada trincea nera («trinchera negra») del neofascismo milanés de los años setenta. Recibe su nombre de la basílica de San Babila.

## Historia

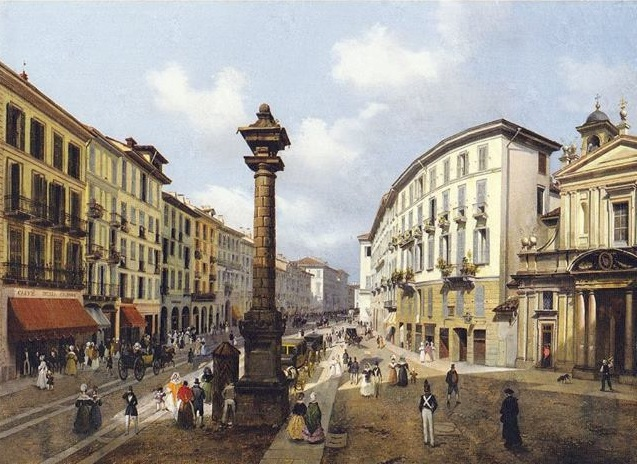
El Corso Venezia desde el parvis de la basílica de San Babila en un cuadro de 1850 de Luigi Premazzi. A la derecha puede verse la basílica, mientras que la columna del centro fue trasladada a la iglesia en 1959.

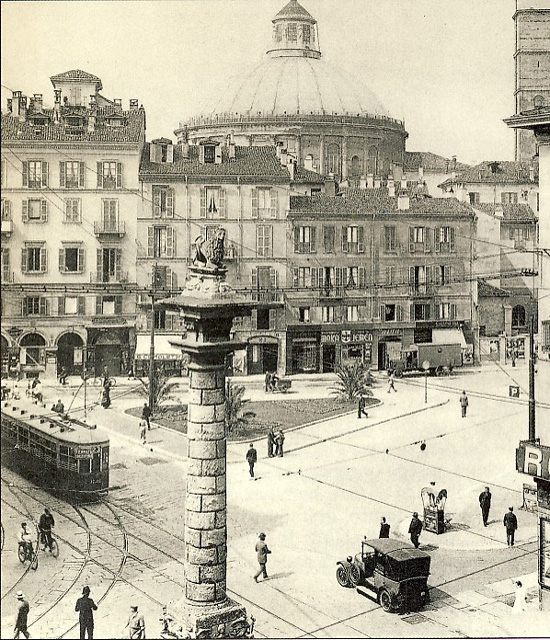
El Largo San Babila entre 1930 y 1939.

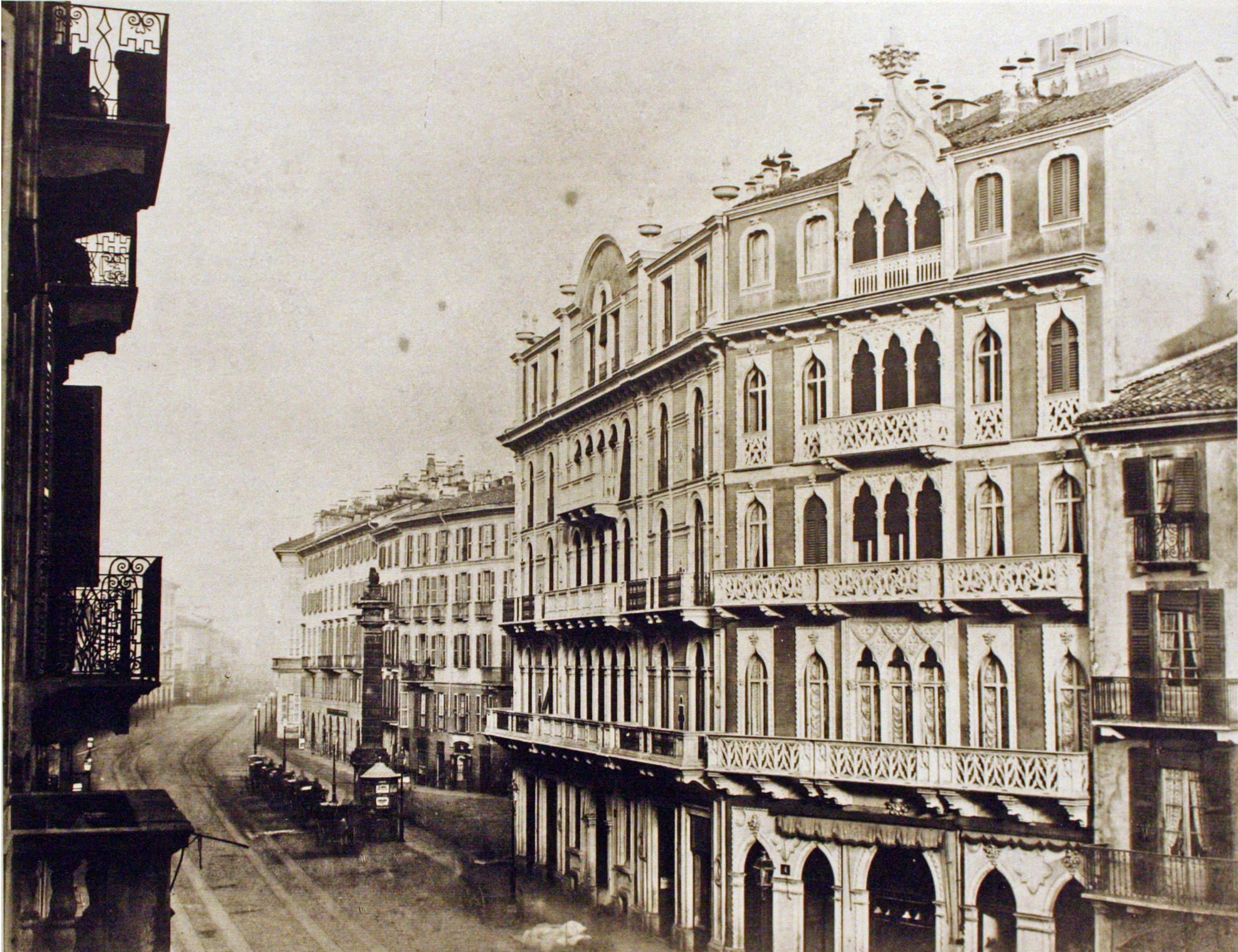
Los edificios de estilo neogótico veneciano llamados Case Veneziane, que fueron demolidos en los años treinta.

Originalmente el espacio delante de la basilica di San Babila era un simple parvis que se abría hacia el Corso Vittorio Emanuele II. A principios del siglo XX la población de Milán empezó a tener un elevada tasa de crecimiento. Con el objetivo de tener un centro histórico más acorde a la nueva situación, se decidió conectar mejor algunas calles históricas de Milán (la Piazza della Scala con el Corso Vittorio Emanuele II) mediante la construcción de la Piazza Meda (en la época llamada Piazza Crispi) y del Corso Matteotti (en la época Corso Littorio).
Estas obras, que se emprendieron en las primeras décadas del siglo XX y se completaron en 1928, conllevaron la demolición de muchos edificios históricos, entre ellos varias viviendas situadas frente a la histórica basílica, gracias a las cuales se creó un nuevo espacio abierto, llamado Largo San Babila. Entre los nuevos edificios, el primero que se construyó fue un complejo que se encuentra todavía en la actualidad junto a la Casa degli Omenoni.
En 1931 se decidió ampliar el Largo San Babila para convertirlo en una plaza propiamente dicha. Por tanto, se programaron otras demoliciones. El lado norte de la futura Piazza San Babila se completó en poco tiempo, y estaba listo a finales de 1931, debido a que no necesitó obras invasivas. Por el contrario, los lados este y sur fueron objeto de cambios radicales, y sus obras empezaron en 1935. La antigua Galleria De Cristoforis, que se encontraba al sur, fue demolida y sustituida con la Galleria Ciarpaglini y el Teatro Nuovo, mientras que al este se demolieron los edificios de estilo neogótico veneciano (que eran conocidos como Case Veneziane) para dejar espacio a la Galleria San Babila y a la Piazza Umberto Giordano.
Todas estas obras se completaron en 1948, teniendo en cuenta que los bombardeos de 1943, durante la Segunda Guerra Mundial, hicieron necesarias otras intervenciones. Las últimas obras en la ya denominada Piazza San Babila se realizaron en 1957, con la construcción de la Galleria Passarella. Entre finales de los años cincuenta y principios de los años sesenta la plaza fue afectada por las excavaciones para la construcción de la línea 1 del Metro de Milán, durante las cuales se creó la estación San Babila, inaugurada en 1964.
En la posguerra la Piazza San Babila empezó a ser frecuentada por la alta burguesía milanesa, la llamada Milano bene. En los años sesenta, tras la apertura en sus alrededores de las sedes de la Giovane Italia y del Raggruppamento Giovanile, ambos orientados políticamente hacia la derecha de inspiración neofascista, la Piazza San Babila se convirtió en lugar de reunión para grupos de esta tendencia política. En los años setenta nació además un neologismo despectivo hacia este fenómeno, sanbabilini, que se usaba para definir a los grupos de derecha de inspiración neofascista que se reunían en la plaza.
Desde las sedes de los partidos, estos grupos empezaron a frecuentar y a reunirse en establecimientos públicos de la zona, entre los cuales el más conocido es el Motta (actualmente convertido en una tienda de la marca Diesel), situado bajo los pórticos que hay en la esquina con el Corso Vittorio Emanuele II. También frecuentaban el Borgogna (actualmente Victory) de la Via Borgogna, mientras que algunos preferían el Pedrinis, que se encuentra junto al Corso Matteotti, y otros I Quattro Mori, que no existe en la actualidad. En estos lugares se planificó la serie de actos criminales realizados por militantes de grupos neofascistas y del Movimiento Social Italiano el jueves 12 de abril de 1973 en Milán, conocido como «jueves negro de Milán».
En 1976 el director de cine Carlo Lizzani, orientado políticamente hacia la izquierda, realizó San Babila ore 20 un delitto inutile, una película inspirada libremente en un suceso de la crónica negra en la que estuvieron involucrados los grupos que frecuentaban la plaza: se trataba del asesinato, por parte de un grupo de fascistas de San Babila, de un estudiante de izquierdas, Alberto Brasili, que junto con su novia, Lucia Corna, había arrancado el 25 de mayo de 1975 un manifiesto del Movimiento Social Italiano colocado cerca de la plaza. Una banda se dio cuenta, los siguió y en un lugar aislado los agredió a golpe de cuchillo. El líder de la banda era el sanbabilino Antonio Bega, mientras que los asesinos fueron Giorgio Invernizzi y Fabrizio De Michelis, también sanbabilini.
En los años posteriores la Piazza San Babila verá el nacimiento de numerosos fenómenos de moda y de subcultura juvenil, completamente sin conexión con la política, y en muchos aspectos en la antítesis de las ideas de la extrema derecha. Son dignos de mención los fioruccini (del nombre de la tienda Fiorucci del Corso Vittorio Emanuele II), que buscaban el llamado sballo y se caracterizaban por una vestimenta transgresora; los paninari, que surgieron en el bar Il panino de la cercana Piazzetta Liberty y se caracterizaban por vestir ropa de diseñador y por su adhesión a un estilo de vida cimentado sobre el consumismo; y los yuppie, jóvenes profesionales de la clase media alta que abrazaban la comunidad económica capitalista, encontrando en ella su completa realización.

## Descripción

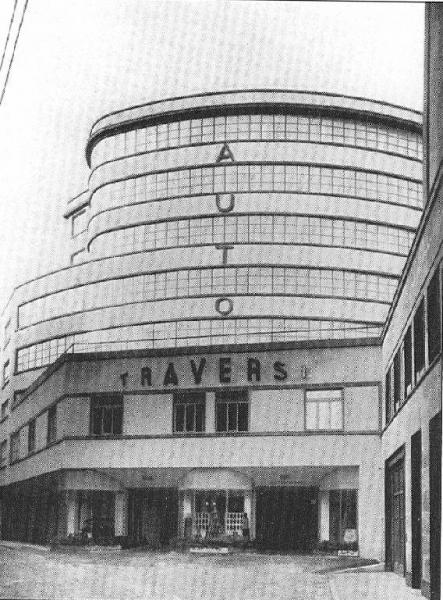
El Garage Traversi.

En la plaza, de planta rectangular, se encuentra la Torre Snia Viscosa, que fue el primer rascacielos construido en Milán, realizado por Alessandro Rimini en 1937. En la plaza destaca además el imponente Palazzo del Toro de Emilio Lancia y Raffaele Merendi (1939), concebido como complejo multifuncional, que alberga el Teatro Nuovo y el Teatro San Babila. Con el paso de los años, los edificios han cambiado gradualmente de propiedad y usos. Son muchas las actividades comerciales que han ocupado los locales comerciales (en la planta baja) y las oficinas de los edificios situados en la plaza.
En cuanto a los edificios, también ellos han sufrido modificaciones. Un ejemplo de conservación fuera de las lógicas del mercado es el antiguo Garage Traversi, abandonado desde hace muchos años. Tras una serie de propuestas de demolición, fue protegido pese a que se trataba de un edificio que no daba directamente a la plaza, y su interior debería ser transformado completamente en un centro multifuncional.

## Cine
Entre las apariciones de la plaza en el cine destacan las siguientes:
- En 1961 la Piazza San Babila y el Corso Vittorio Emanuele II, en obras para la construcción del metro, aparecieron varias veces en la película Il posto de Ermanno Olmi.
- En 1976 el director Carlo Lizzani, orientado políticamente hacia la izquierda, dedicó a los sanbabilini una película titulada San Babila ore 20 un delitto inutile, basada en un episodio que sucedió realmente.
- Las galerías interiores de la Piazza San Babila aparecen en algunas comedias de los años ochenta, como I fichissimi e Il ras del quartiere. La plaza aparece además en Un povero ricco, mientras que el Corso Vittorio Emanuele II aparece tanto en I fichissimi como en Il ragazzo di campagna.